# Унгерн-Штернберг, Рольф Рудольфович
Рольф Рудольфович Унгерн-Штернберг (1880—1943) — барон, российский дипломат.

## Биография
Родился в Ревеле в семье барона Рудольфа Роберта Вильгельма фон Унгерн-Штернберга (1837—1897) и графини Изабеллы Ольги фон дер Пален (1846—1915), дочери статского советника графа А.М. Палена, Эстляндского губернского предводителя дворянства (1862—1868). У него был старший брат Бальтазар (1879—?) - преподаватель иностранных языков в Университете Осаки, младшая сестра Изольда (1882—?) и младший брат Карл Магнус Роберт (1883—?).
С 1909 года помощник секретаря, в 1911 году — 2-й секретарь посольства в Константинополе, в 1913 году — 2-й секретарь посольства в Париже. В 1917 году — 1-й секретарь миссии в Португалии, поверенный в делах там же после отставки П. С. Боткина.
17 (30) ноября 1917 года Л. Д. Троцкий, получивший в первом составе Совнаркома пост наркома по иностранным делам (Наркоминдела), разослал русским дипломатическим представителям циркулярную телеграмму, составленную по всем канонам дипломатии на французском языке. В ней говорилось, что «Совет Народных Комиссаров предлагает всем служащим Посольства немедленно ответить, согласны ли они проводить ту международную политику, которая предуказана Съездом Советов». Все не желавшие проводить советскую внешнюю политику дипломатические представители должны были немедленно отстраниться от работы, сдав дела низшим служащим, независимо от занимавшегося ими ранее поста, если они были согласны подчиняться новой власти. Попытки чиновников продолжать свою политику в прежнем направлении приравнивались к тягчайшему государственному преступлению.
В. А. Маклаков, который представлял за рубежом Россию в качестве члена Русского политического совещания, сообщил русским дипломатам, что оставил телеграмму Троцкого без ответа. Многие русские дипломатические представители последовали примеру Маклакова и также оставили эту телеграмму без ответа. Исключением стали Ю. Я. Соловьев в Мадриде и Унгерн-Штернберг в Лиссабоне. Оба были подвергнуты бойкоту со стороны коллег и союзных дипломатов.
В ответе Унгерн-Штернберга не было согласия сотрудничать с большевиками, но сам факт ответа был рассмотрен как согласие признать Л. Д. Троцкого представителем законной власти, за что барон подвергся бойкоту со стороны союзных посланников, а затем и португальского правительства, находившегося уже тогда в рядах союзников. 23 ноября 1917 года посланник в Лондоне К. Д. Набоков направил Унгерн-Штернбергу открытую телеграмму, в которой заявил, что считает его ответ Троцкому изменой России и Временному правительству, которому он до сих пор служил.
По мнению Унгерна-Штернберга, события последних месяцев ясно доказывали, что продолжение войны привело бы Россию к утрате территории или расчленению. 1 декабря 1917 года В. А. Маклаков телеграфировал Унгерну-Штернбергу: «Не касаясь оценки Набокова, полагаю, что никто не поставит вам в вину ни Вашего понимания положения в России, ни Вашего желания убедить союзников в правильности этого понимания. Всех удивил тот факт, что Вы ответили Троцкому, чем признали за ним право Вас спрашивать и, следовательно, признали его законной властью. Это недопустимо раньше чем он признан Россией и союзными правительствами. Непонятно и то, что Вы ответили ему, не снесясь предварительно с нами. Ввиду этого коренного разногласия, не вхожу в обмен мнений по существу вопроса». Г. Н. Михайловский в своих записках отметил, что «судя по этому поступку [ответу на письмо Троцкого], бывшему ярким исключением на общем антибольшевистском фоне нашего министерства, германофильские тенденции рабоче-крестьянского правительства пришлись по вкусу барону Унгерн-Штернбергу».
Отказавшись в 1918 году возвратиться в Россию, Унгерн-Штернберг сначала жил в Лиссабоне, затем в Германии и с 1926 года в Японии, где и скончался (по другим данным — в Ойттаа, Финляндия). Занимал профессорскую кафедру французского и русского языка в коммерческих колледжах в Токио и Нагасаки.

## Семья
Жена — Елена Александровна Извольская (1895—1975), дочь дипломата Александра Извольского и внучка графа К. К. Толя, переводчица.